# Georgetown (Contea di Polk, Wisconsin)
Georgetown è un comune degli Stati Uniti, situato in Wisconsin, nella contea di Polk. La popolazione, nel 2010, era di 977 abitanti